# Пюджет (Вашингтон)
Пюджет (англ. Puget Island) — переписна місцевість (CDP) в США, в окрузі Вакаєкум штату Вашингтон. Населення — 922 особи (2020).

## Географія
Пюджет розташований за координатами 46°10′32″ пн. ш. 123°22′55″ зх. д. / 46.17556° пн. ш. 123.38194° зх. д. (46.175652, -123.381854).  За даними Бюро перепису населення США в 2010 році переписна місцевість мала площу 20,13 км², з яких 19,61 км² — суходіл та 0,51 км² — водойми.

## Демографія
Згідно з переписом 2010 року, у переписній місцевості мешкала 831 особа в 364 домогосподарствах у складі 264 родин. Густота населення становила 41 особа/км².  Було 466 помешкань (23/км²).
Расовий склад населення:
| - 94,0 % — білих - 1,1 % — корінних американців - 0,6 % — азіатів - 0,2 % — чорних або афроамериканців |

До двох чи більше рас належало 3,9 %. Частка іспаномовних становила 3,2 % від усіх жителів.
За віковим діапазоном населення розподілялося таким чином: 17,3 % — особи молодші 18 років, 55,7 % — особи у віці 18—64 років, 27,0 % — особи у віці 65 років та старші. Медіана віку мешканця становила 54,3 року. На 100 осіб жіночої статі у переписній місцевості припадало 105,2 чоловіків;  на 100 жінок у віці від 18 років та старших — 108,2 чоловіків також старших 18 років.
Середній дохід на одне домашнє господарство  становив 62 704 долари США (медіана — 48 015), а середній дохід на одну сім'ю — 67 021 долар (медіана — 45 313). За межею бідності перебувало 31,3 % осіб, у тому числі 32,9 % дітей у віці до 18 років та 8,6 % осіб у віці 65 років та старших.
Цивільне працевлаштоване населення становило 245 осіб. Основні галузі зайнятості: освіта, охорона здоров'я та соціальна допомога — 37,6 %, транспорт — 16,3 %, виробництво — 9,8 %, роздрібна торгівля — 7,3 %.